# Chen Mei-Huey
Chen Mei-Huey es una deportista taiwanesa que compitió en judo. Ganó una medalla de bronce en los Juegos Asiáticos de 1990, en la categoría de +72 kg.

## Palmarés internacional
| Representando a China Taipéi |               |                   |           |
| Juegos Asiáticos             |               |                   |           |
| Año                          | Lugar         | Medalla           | Categoría |
| 1990                         | Pekín (China) | Medalla de bronce | +72 kg    |